# IMAX中國
IMAX中國控股公司（英語：IMAX CHINA HOLDING, INC.），中文簡稱IMAX中國。1980年，由加拿大IMAX公司，於香港開設第一間IMAX影院，之後在2001年在中國大陸透過向博物館與科學中心提供其影院系統業務。
IMAX中國股份則在2015年10月8日於港交所主板上市，全球發售6,200萬股，集資18.48億至21.39億港元，其中投資者方源資本和由黎瑞剛持有華人文化產業投資基金會配售股份，而TCL、華夏基金、Davidson Funds、Hutchin Hill Capital Primary Fund, Ltd. 、Myriad Opportunities Master Fund Limited做基礎投資者。
首天上市收盤報為32港元，較招股價高出10.5%。

## 公司架构
IMAX中國有三个全资附属公司
- IMAX Hong Kong （在香港、澳門及台灣）销售以及租赁影院系统業務相关影片服务）

- IMAX Shanghai Mulimedia（爱麦克斯（上海）多媒体技术有限公司）（在中國大陸销售以及租赁影院系统業務相关影片服务）
  - 爱麦克斯（上海）多媒体技术有限公司北京分公司

- IMAX Shanghai Service（爱麦克斯（上海）影院技术服务有限公司）（在中国大陸从事影院系统技术开发、提供售后服务（包括安装）、维修影院系统及设备）
  - 爱麦克斯（上海）影院技术服务有限公司分公司

## IMAX中国降低放映音量事件
在2020年9月4日台州的一家IMAX电影院在放映电影的时候音箱短路起火导致银幕着火，在事件之后IMAX中国通过IMAX网络运营中心（INOC）针对中国大陆地区旗下的IMAX影院降低了放映音量，从标准的0dB降为-3dB甚至更低。